# 韩牧
韩牧（？—？）。一作韩拔，南北朝北魏政治人物。
魏太武帝封他为交趾公。太平真君六年（445年），成周公万度归平鄯善，鄯善王真达出降。万度归留军屯守，班师还朝。真达在内地去世。北魏以韩牧镇守鄯善，太平真君九年（448年）魏太武帝以韩牧为征西将军、领护西戎校尉，封鄯善王，赋役其民，把鄯善当作郡县。鄯善国自秦汉之际建立，至此灭亡，长达六百余年。